# بروستيوف
بروستيوف (بالإنجليزية: Prostějov)‏ هي مدينة من مدن التشيك، تقع في مقاطعة أولوموتس وهي من ضمن منطقة مورافيا التاريخية، تبلغ مساحتها 47 كم²، وعدد سكانها 45 ألف نسمة، وأصبحت المدينة مركز لصناعة الأزياء وتتمركز هناك قوة عسكرية خاصة، وتعتبر المدينة تاريخية بطابيعتها.

## جغرافيا
تقع مدينة بروستيوف في شرق جمهورية التشيك، على سفح مرتفعات بروستيجوفيسكا وتكون المدينة مسطحة مع وجود تباين قليل في الارتفاع بين (212-262)م.

## التاريخ
أول وجود للمدينة كمستوطنة كان في سنة 1141 واشتق إسمها من اللورد بروستيج، أول السجلات المكتوبة عن المدينة كانت في منطقة «القدس حناكية» ويعود تاريخها للنصف الأول من القرن الثاني عشر.
كانت المدينة تابعة لملكية هابسبورغ النمساوية وكانت تسمى برسنتز لغاية عام 1918.

## معالم
أقدم معالم المدينة السياحية هي كنيسة الصليب المقدس الذي بُني في نهاية القرن 14 ليحل مكان دير أوغسطيني سابق.
وتشتهر المدينة بملاعب التنس والتدريبات المكثفة للتنس، وقام اللاعب توماس بيرديتش بالتدرب في المدينة قبل احترافه اللعبة.
لا تتميز المدينة فقط في تاريخها، بل يهتم زوار وسكان المدينة بالرقص؛ بروستيوف تنظم كل بداية سنة في بداية شهر مايو بطولة الجمهورية التشيكية وبطولة العالم في رقص الديسكو، والبطولة الأوروبية في البريك دانس، كما تنظم المدينة مهرجان وولكر بروستيوف للشعر، ومهرجان حناكية للأطفال ويقام لمدة ثلاث أيام.

## أهم مواليد المدينة
- بيترا سيتكوفسكا (لاعبة تنس)
- إدموند هوسل (فيلسوف)
- كاريل نوفاك (لاعب تنس)
- اشتينشنيدر (مستشرق)

## التقسيمات الإدراية
تتقسم المدينة إلى 7 أجزاء إدارية منها فارهوفيس، زيسوف، شيتشوفيتشه.

## أعلام
- فرانز فيدلر
- فلاستيميل بيترجيلا
- إدموند هوسرل
- بيترا سيتكوفسكا
- فلاديمير كورنر